# Steffi Kräker
Stefanie Kräker (Leipzig, 21 de abril de 1960), é uma ex-ginasta alemã que competiu em provas de ginástica artística, pela Alemanha Oriental.
Steffi fez parte da equipe alemã que disputou os Jogos Olímpicos de Montreal e Jogos Olímpicos de Moscou. Entre seus maiores arquivamentos estão quatro medalhas olímpicas e seis mundiais.

## Carreira
Steffi Kräker começou a competir na ginástica de elite nacional em 1973,aos treze anos, participando do Friendship Tournament, no qual conquistou suas primeiras medalhas: a prata por equipes e o bronze no salto. Na segunda edição do campeonato, arquivou mais dois bronzes — salto e equipes — e uma prata, no geral individual. Dois anos mais tarde, aos dezesseis dezesseis de idade, representando a Alemanha Oriental. Sua primeira grande competição foi a edição olímpica de Montreal. Nela, a ginasta terminou com a medalha de bronze por equipes, atrás da Romênia e da União Soviética, prata e ouro, respectivamente. No decorrer do ano, Steffi conquistou bons resultados nacionais, o que a tornou um importante membro da equipe.
Em 1977, tornou-se campeã nacional. Mais tarde, tornou-se a medalhista de bronze, nas barras assimétricas, do Campeonato Europeu de Praga, realizado na Tchecoslováquia.
Em 1978, a ginasta participou do Mundial de Estrasburgo, na França. Na ocasião, saiu com duas medalhas de bronze - equipes e salto. Na edição seguinte, em Fort Worth 1979, Kräker repetiu os feitos anteriores e tornou-se bimedalhista de bronze, tanto por equipes, quanto no salto. e salto
Em sua segunda aparição olímpica, no ano seguinte, participou dos Jogos de Moscou e subiu três vezes ao pódio. A primeira medalha veio na disputa por equipes, de bronze, novamente superada pelas equipes romena e soviética. Classificada para duas finais individuais, a atleta saiu com mais duas medalhas: uma bronze e uma de prata. No salto, pontuando 19,775, terminou com a segunda colocação, atrás da soviética Natalia Shaposhnikova. Na seguinte e última final, a das barras assimétricas, terminou em um empate triplo com Melita Rühn e Maria Filatova. Emilia Eberle e Maxi Gnauck, foram prata e ouro.
No posterior ano, participando do Mundial de Moscou, na Rússia, Steffi conquistou mais duas medalhas de bronze: novamente por equipes e no salto. Logo após o término do evento, a ginasta anunciou oficialmente sua aposentadoria. Ex-atleta, passou a viver em sua cidade natal, Leipzig, onde exerce sua nova profissão, a de psicóloga [carece de fontes?].

## Principais resultados
| Ano  | Evento                                    | AA              | Equipe            | Salto sobre o cavalo | Trave | Barras assimétricas | Solo |
| ---- | ----------------------------------------- | --------------- | ----------------- | -------------------- | ----- | ------------------- | ---- |
| 1976 | Jogos Olímpicos                           |                 | Medalha de bronze |                      |       |                     |      |
| 1977 | Campeonato Nacional Alemão                | Medalha de ouro |                   |                      |       |                     |      |
| 1977 | Campeonato Europeu                        |                 |                   |                      |       | Medalha de bronze   |      |
| 1978 | Campeonato Mundial de Ginástica Artística |                 | Medalha de bronze | Medalha de bronze    |       |                     |      |
| 1979 | Campeonato Mundial de Ginástica Artística |                 | Medalha de bronze | Medalha de bronze    |       |                     |      |
| 1980 | Jogos Olímpicos                           |                 | Medalha de bronze | Medalha de prata     |       | Medalha de bronze   |      |
| 1981 | Campeonato Mundial de Ginástica Artística |                 | Medalha de bronze | Medalha de bronze    |       |                     |      |